# Telephlebia hyalina
Telephlebia hyalina är en trollsländeart som beskrevs av Tillyard 1916. Telephlebia hyalina ingår i släktet Telephlebia och familjen mosaiktrollsländor. Inga underarter finns listade i Catalogue of Life.